# Piero Campelli
Piero Campelli (Milano, 20 dicembre 1893 – Milano, 21 giugno 1946) è stato un calciatore italiano, di ruolo portiere.
Vincitore di due scudetti (1909-1910 e 1919-1920) con la maglia dell'Inter, conta 11 presenze in nazionale, con cui prese parte a due edizioni dei Giochi olimpici (1912 e 1920).
È risultato per più di cent'anni il più giovane portiere ad aver esordito nella nazionale italiana (record battuto nel 2016 da Gianluigi Donnarumma), ed è tuttora il più giovane estremo difensore che abbia indossato la maglia dell'Inter.

## Caratteristiche tecniche
Talento precoce, è ritenuto il primo portiere che si sia mai cimentato nel gesto tecnico della presa, preferendo bloccare il pallone piuttosto che respingerlo.

## Carriera

### Club
Entrò giovanissimo nell'Inter, fondata da appena due anni, debuttando in campionato il 30 gennaio 1910, nella vittoria per 7-2 contro l'U.S. Milanese. Restò all'Inter per tutta la carriera, vincendo due scudetti, nel 1910 e nel 1920. Si ritirò nel 1925.

### Nazionale
Giocò alcune partite in Nazionale, disputando il torneo olimpico di calcio due volte (nel 1912 e nel 1920).

## Statistiche

### Cronologia presenze e reti in Nazionale
| Cronologia completa delle presenze e delle reti in nazionale ― Italia | Cronologia completa delle presenze e delle reti in nazionale ― Italia | Cronologia completa delle presenze e delle reti in nazionale ― Italia | Cronologia completa delle presenze e delle reti in nazionale ― Italia | Cronologia completa delle presenze e delle reti in nazionale ― Italia | Cronologia completa delle presenze e delle reti in nazionale ― Italia | Cronologia completa delle presenze e delle reti in nazionale ― Italia | Cronologia completa delle presenze e delle reti in nazionale ― Italia |
| Data                                                                  | Città                                                                 | In casa                                                               | Risultato                                                             | Ospiti                                                                | Competizione                                                          | Reti                                                                  | Note                                                                  |
| --------------------------------------------------------------------- | --------------------------------------------------------------------- | --------------------------------------------------------------------- | --------------------------------------------------------------------- | --------------------------------------------------------------------- | --------------------------------------------------------------------- | --------------------------------------------------------------------- | --------------------------------------------------------------------- |
| 29-6-1912                                                             | Stoccolma                                                             | Finlandia                                                             | 3 – 2 dts                                                             | Italia                                                                | Olimpiadi 1912 - Qualificazione                                       | -3                                                                    |                                                                       |
| 1-7-1912                                                              | Stoccolma                                                             | Svezia                                                                | 0 – 1                                                                 | Italia                                                                | Olimpiadi 1912 - Consolazione quarti di finale                        | -                                                                     |                                                                       |
| 3-7-1912                                                              | Stoccolma                                                             | Austria                                                               | 5 – 1                                                                 | Italia                                                                | Olimpiadi 1912 - Consolazione semifinale                              | -5                                                                    |                                                                       |
| 22-12-1912                                                            | Genova                                                                | Italia                                                                | 1 – 3                                                                 | Austria                                                               | Amichevole                                                            | -3                                                                    |                                                                       |
| 12-1-1913                                                             | Saint-Ouen                                                            | Francia                                                               | 1 – 0                                                                 | Italia                                                                | Amichevole                                                            | -1                                                                    |                                                                       |
| 31-8-1920                                                             | Anversa                                                               | Norvegia                                                              | 1 – 2 (dts dtr)                                                       | Italia                                                                | Olimpiadi 1920 - Consolazione quarti di finale                        | -1                                                                    | Cap.                                                                  |
| 2-9-1920                                                              | Anversa                                                               | Spagna                                                                | 2 – 0                                                                 | Italia                                                                | Olimpiadi 1920 - Consolazione semifinale                              | -2                                                                    |                                                                       |
| 20-2-1921                                                             | Marsiglia                                                             | Francia                                                               | 1 – 2                                                                 | Italia                                                                | Amichevole                                                            | -1                                                                    |                                                                       |
| 6-3-1921                                                              | Milano                                                                | Italia                                                                | 2 – 1                                                                 | Svizzera                                                              | Amichevole                                                            | -1                                                                    |                                                                       |
| 5-5-1921                                                              | Anversa                                                               | Belgio                                                                | 2 – 3                                                                 | Italia                                                                | Amichevole                                                            | -2                                                                    |                                                                       |
| 8-5-1921                                                              | Amsterdam                                                             | Paesi Bassi                                                           | 2 – 2                                                                 | Italia                                                                | Amichevole                                                            | -2                                                                    |                                                                       |
| Totale                                                                |                                                                       | Presenze                                                              | 11                                                                    |                                                                       | Reti                                                                  | -21                                                                   |                                                                       |

## Palmarès
- Campionato italiano: 2

Inter: 1909-1910, 1919-1920